# Piccola Fatra

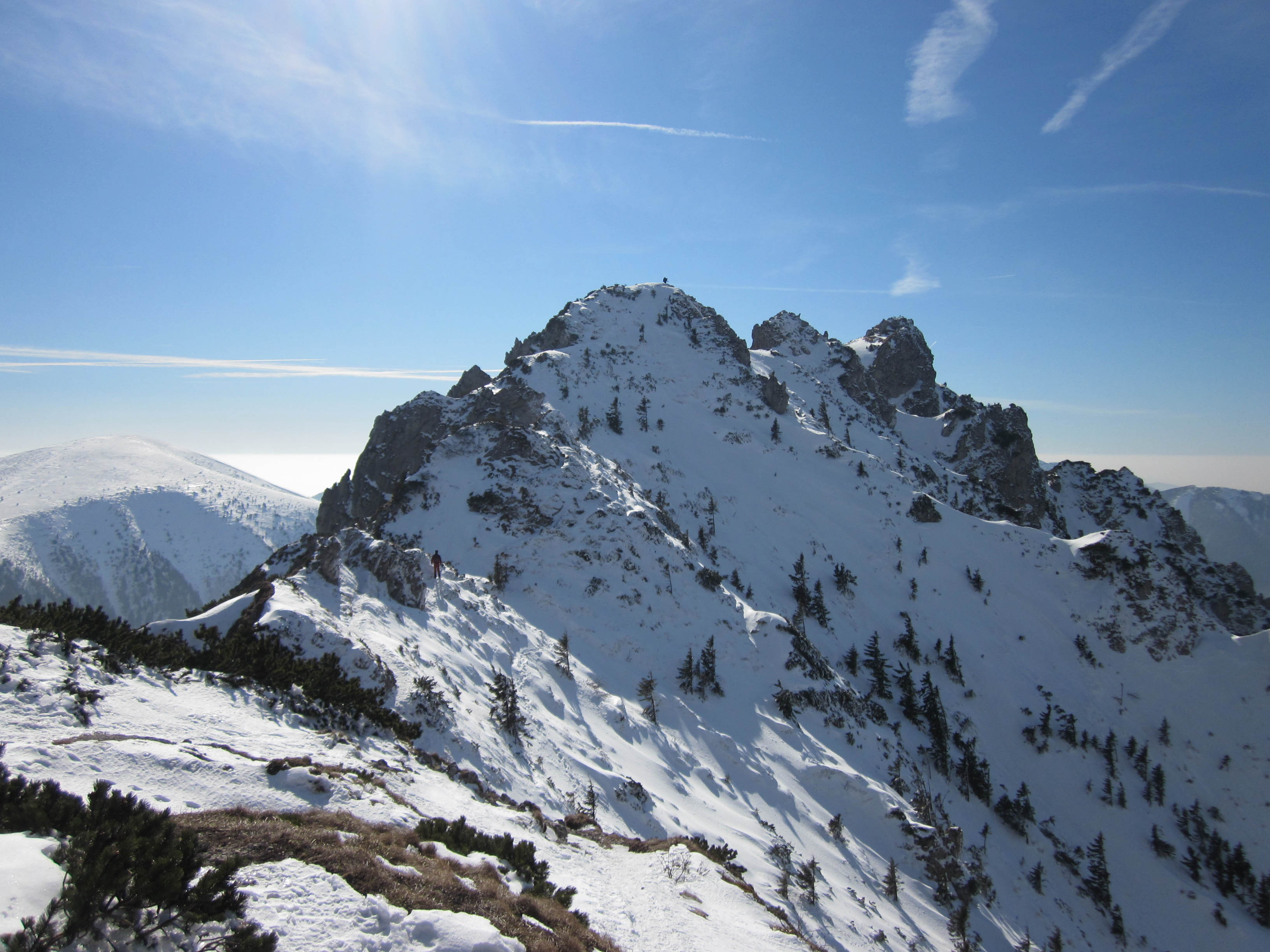
Veľký Rozsutec

La Piccola Fatra (in slovacco Malá Fatra) è una catena montuosa della Slovacchia appartenente ai Carpazi.

## Classificazione

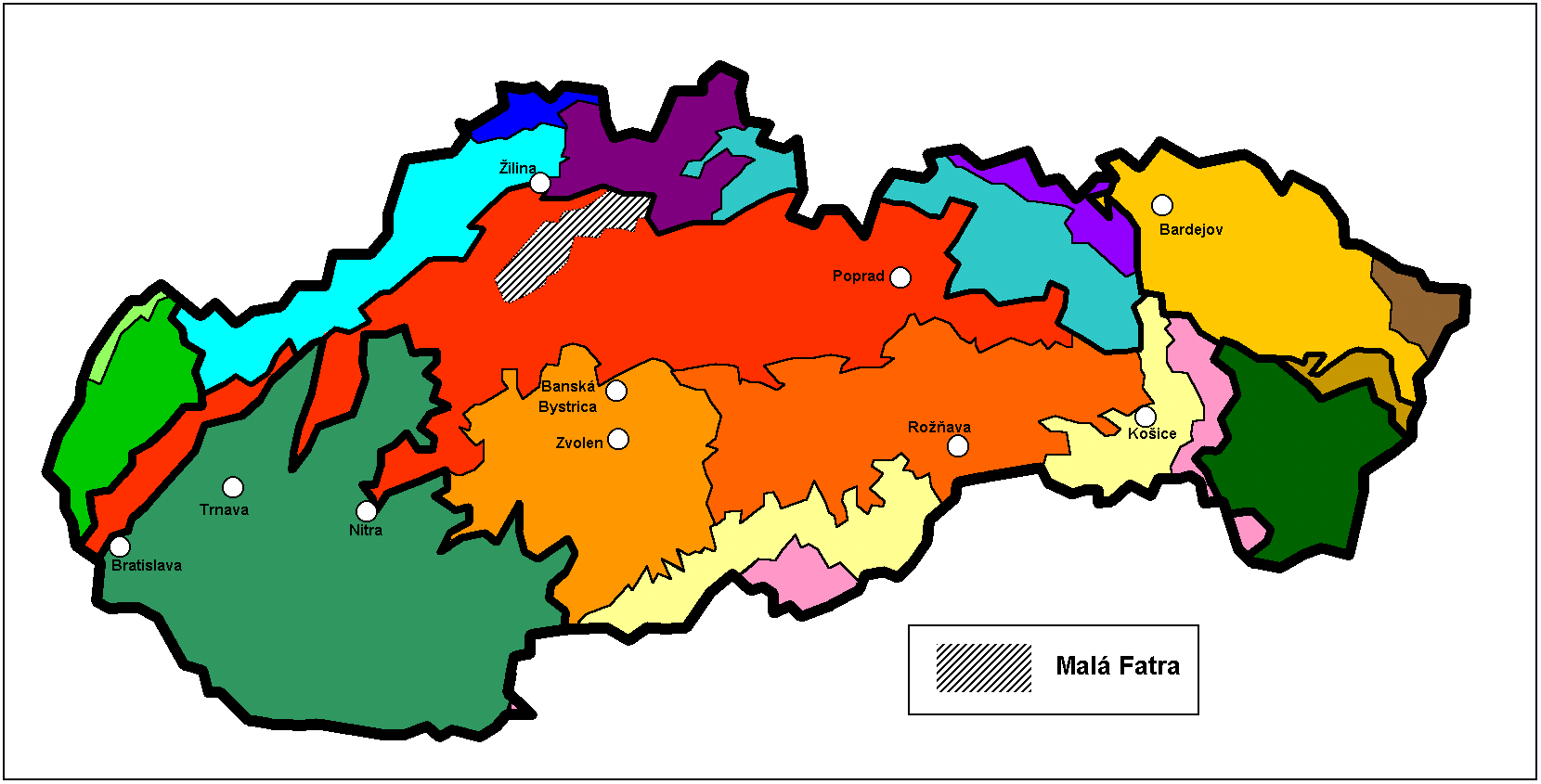
Localizzazione sulla cartina della Slovacchia.

La Piccola Fatra ha la seguente classificazione:
- catena montuosa = Carpazi
- provincia geologica = Carpazi Occidentali
- sottoprovincia = Carpazi Occidentali Interni
- area = Area Fatra-Tatra
- gruppo = Piccola Fatra.